# 乳糖抑制子

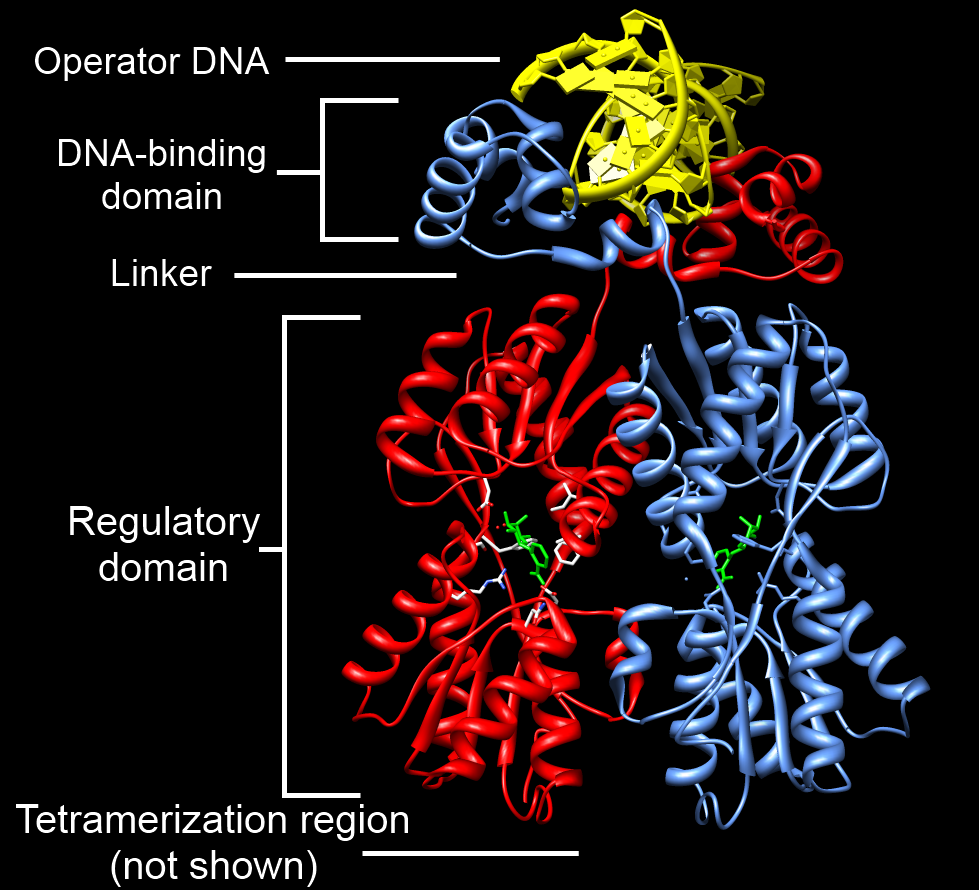
二聚體 LacI 的註釋晶體結構。 兩個單體（共四個）合作結合每個DNA操作序列。 單體（紅色和藍色）包含DNA結合和核心區域（標示），這些區域由連結器（標示）連接。 C端四聚合螺旋未顯示。 圖中顯示抑制因子與操縱子 DNA（金色）和 ONPF（綠色）的複合體，ONPF 是一種抗誘發體配體（'「即」'DNA結合的穩定劑）。

乳糖抑制子（英語：Lac repressor）是一種DNA結合蛋白，可抑制編碼細菌的乳糖代謝中所涉及的蛋白質的基因的表達。當乳糖不存在於細胞中時，這些基因會被抑制，從而確保細菌僅在存在乳糖的情況下才將能量投入到攝取和利用乳糖所必需的機制中。當乳糖在细菌体内轉化為異乳糖后，异乳糖会与乳糖抑制子结合，导致乳糖抑制子产生别构调节，从而抑制了其与DNA的结合能力，进而增加乳糖代谢通路相关蛋白的基因表达。

## 功能
乳糖抑制子 (LacI) 通过其DNA 结合域中的螺旋-转角-螺旋的结构基序起作用。该结构基序的碱基特异性地结合到乳糖操纵子的大沟，碱基接触也由对称相关的残基构成。α螺旋，“铰链”螺旋，深深地结合在小沟中。 这种已与DNA结合的抑制子可以通过封闭 RNA 聚合酶结合位点或促进 DNA 成环来减少乳糖蛋白的转录。 当存在乳糖时，异乳糖与乳糖抑制子结合，导致其发生变构。在其变构下， lac阻遏蛋白无法与其同源操纵子紧密结合。因此，尽管基因表达的程度取决于细胞中乳糖抑制子的数量和其与 DNA 的结合亲和力，但在没有诱导剂的情况下，该基因大多是关闭的，而在有诱导剂的情况下大多是开启的。 异丙基 β-D-1-硫代吡喃半乳糖苷(IPTG) 是一种常用的异乳糖模拟物，可用于诱导受lac阻遏物调节的基因的转录。

## 結構

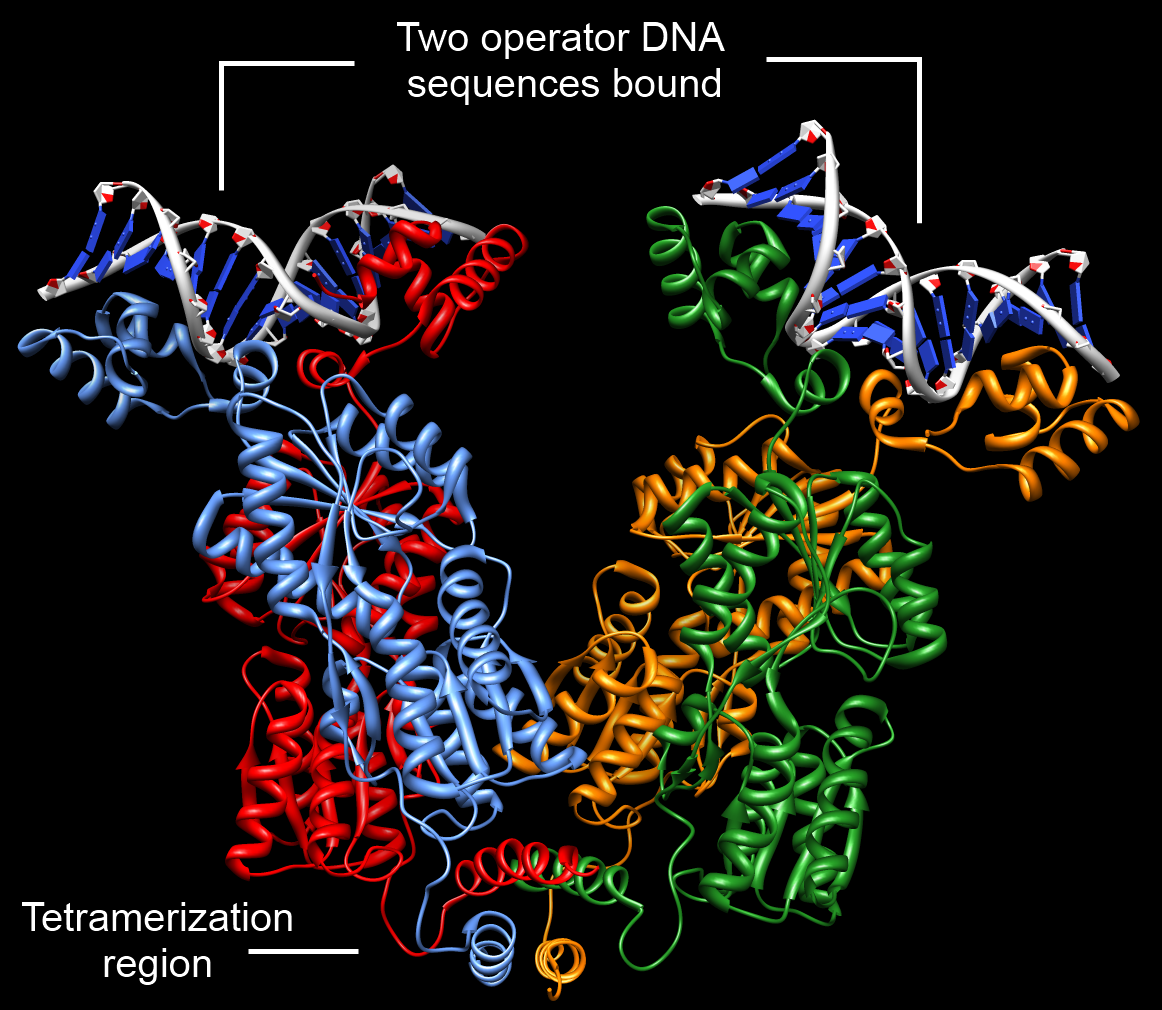
四聚體LacI結合兩個操作序列並誘導DNA迴圈。兩個二聚體 LacI 功能亞基（紅色+藍色和綠色+橙色）各自結合一個 DNA 操作序列（標示）。這兩個功能性亞基在四聚體化區域（標示）耦合；因此，四聚體 LacI 結合兩個操作序列。這使得四聚體LacI可以誘導DNA迴圈。

從結構上來看，乳糖抑制蛋白是一個同源四聚體。更精確地說，四聚體包含兩個DNA結合亞單位，各由兩個單體組成（二聚體的二聚體）。每個單體由四個不同的區域組成：
- 一個N-端DNA結合域（其中兩個Lac 蛋白結合一個操作位點）
- 一個調控結構域（有時也稱為核心結構域，可結合異位效應分子 allolactose）
- 一個連接DNA結合結構域與核心結構域的連結體（有時稱為鉸鏈螺旋，對於異位效應溝通非常重要[6]）。
- 一個C-端四聚化區域（將四個單體結合為一個alpha螺旋束）

DNA結合是透過N-端螺旋-轉角-螺旋结构模体進行，並針對數個操作者DNA序列（稱為O1, O2和O3）之一。

## 發現
1966年，沃特·吉爾伯特 (Walter Gilbert) 和Benno Müller-Hill首次分離出乳糖抑制子。 他們發現，在體外 (in vitro)，蛋白質會與含有乳糖操作子的DNA結合，當加入IPTG （異戊二糖的结构类似物）時，蛋白質會釋放DNA。

## 外部連結
- 醫學主題詞表（MeSH）：Lac Repressor
- More information on the lac repressor molecule （页面存档备份，存于） on protein database
- Lac Repressor in Proteopedia （页面存档备份，存于）.